# Leithagebirge
Das Leithagebirge liegt geografisch an der Landesgrenze zwischen Niederösterreich und dem Burgenland. Im Leithagebirge befinden sich mit dem Naturpark Mannersdorf-Wüste und dem Naturpark Neusiedlersee – Leithagebirge zwei Naturparks.

## Lage
Das Leithagebirge oder die Leithaberge, wie sie umgangssprachlich auch heißen, ist ein ca. 35 km langer und 5–7 km breiter Höhenrücken am Rand des Wiener Beckens im Westen zwischen Brucker Pforte im Norden und Wiener Neustädter Pforte im Süden. Als Ausläufer der Alpen bildet das Leithagebirge eine Verbindung zu den Karpaten im Norden.
Die höchste Erhebung ist mit 484 m ü. A. der Sonnenberg, zur Gänze im Burgenland. Der Gebirgsrücken ist stark bewaldet. Laubbäume, wie Eichen, Hainbuche und Rotbuche, sind vorherrschend. An den Südosthängen des Gebirges auf burgenländischer Seite, die flach bis zum Neusiedlersee abfallen, sind Weingärten landschaftsbestimmend.

## Geologie
Geologisch besteht das Leithagebirge aus kristallinen Grundgebirgseinheiten von Gneis und Glimmerschiefer und darüber liegend jüngere Kalksteine, die als Leithakalk bekannt sind. Der Kalk wird wegen seiner Reinheit auch zur Kreideherstellung verwendet. Hauptverwendung findet der Kalkstein heute für die Zementerzeugung und auch als Bau- und Bildhauermaterial.
Die wichtigsten Abbauorte von Leithakalksteinen im Leithagebirge sind (alphabetische, historische Aufzählung): Au am Leithaberge, Breitenbrunn, Hof am Leithaberge, Kaiserstein von Kaisersteinbruch mit dem Steinmetzmuseum, Loretto (Burgenland), Mannersdorf mit der berühmten Steinmetz-Abteilung des dortigen Museums, Müllendorf, Sommerein, Stotzing und Winden am See. „Die Qualität der hier gebrochenen Kalksteine war schon in der Vergangenheit Grund genug, den weiten und beschwerlichen Weg von Wien, der Hauptstadt des Kaiserreiches auf sich zu nehmen. Ochsenkarren zogen tonnenschwere Steine nach Wien, auf Straßen, die mit den heutigen Verkehrswegen nichts zu tun hatten.“
Elias Hügel, kaiserlicher Hofsteinmetz- und Kirchenbaumeister im kaiserlichen Steinbruch am Leithaberg in der ersten Hälfte des 18. Jahrhunderts, war und ist der bedeutendste Meister des Leithagebirges quer durch die Zeiten. 250 Jahre später, nach dem Zweiten Weltkrieg, wirkte in Mannersdorf am Leithagebirge mit Friedrich Opferkuh wieder ein Steinmetzmeister, der alle Begrenzungen eines Handwerkers sprengend, zum Lehrer künftiger Universitätsprofessoren wurde.

## Besiedlung
Besiedelt ist das Leithagebirge selbst kaum, die Orte liegen alle am Rand. Die wichtigsten Orte sind Mannersdorf mit einer großen Zementfabrik, die burgenländische Landeshauptstadt Eisenstadt und die Tourismusorte Donnerskirchen (bekannt durch die allseits vom Neusiedlersee aus sichtbare Bergkirche St. Martin), sowie Purbach am Neusiedler See. Ein Truppenübungsplatz des Bundesheeres befindet sich in Bruckneudorf und umgibt zur Gänze den Ortsteil Kaisersteinbruch.
Militärisch war das Leithagebirge immer von Bedeutung, da es zwar einen geringen Schutzwall gegen Angreifer aus dem Osten bot, aber doch leichter zu verteidigen war als die beiden Pforten.

## Wanderwege
Sowohl der Zentralalpenweg als auch der Burgenland-Weitwanderweg bieten die Möglichkeit, das Leithagebirge auf fast gesamter Länge zu überschreiten. Auch der Niederösterreichische Landesrundwanderweg verläuft abschnittsweise auf dem Höhenrücken. Zusätzlich existieren zahlreiche weitere lokale Wanderwege, welche das Gebiet erschließen. Betreut werden die Wege im Leithagebirge vom Österreichischen Touristenklub. Von diesem wurde auch 1888 die Kaiser-Franz-Joseph-Warte auf dem Steinerwegberg (Gemeinde Hof am Leithaberge) errichtet.

## Steinbruch-Galerie

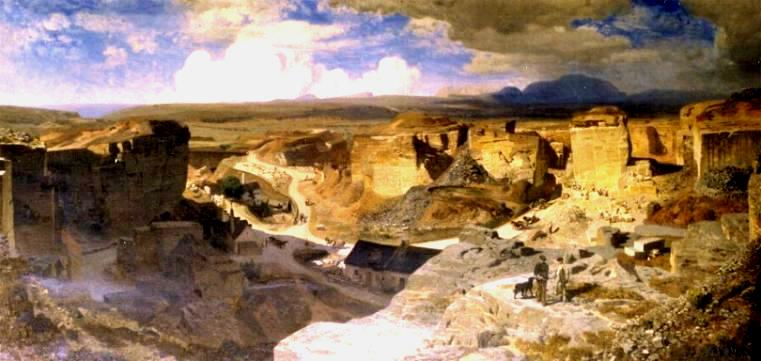
Steinbrüche von St. Margarethen, Naturhistorisches Museum Wien, 1889
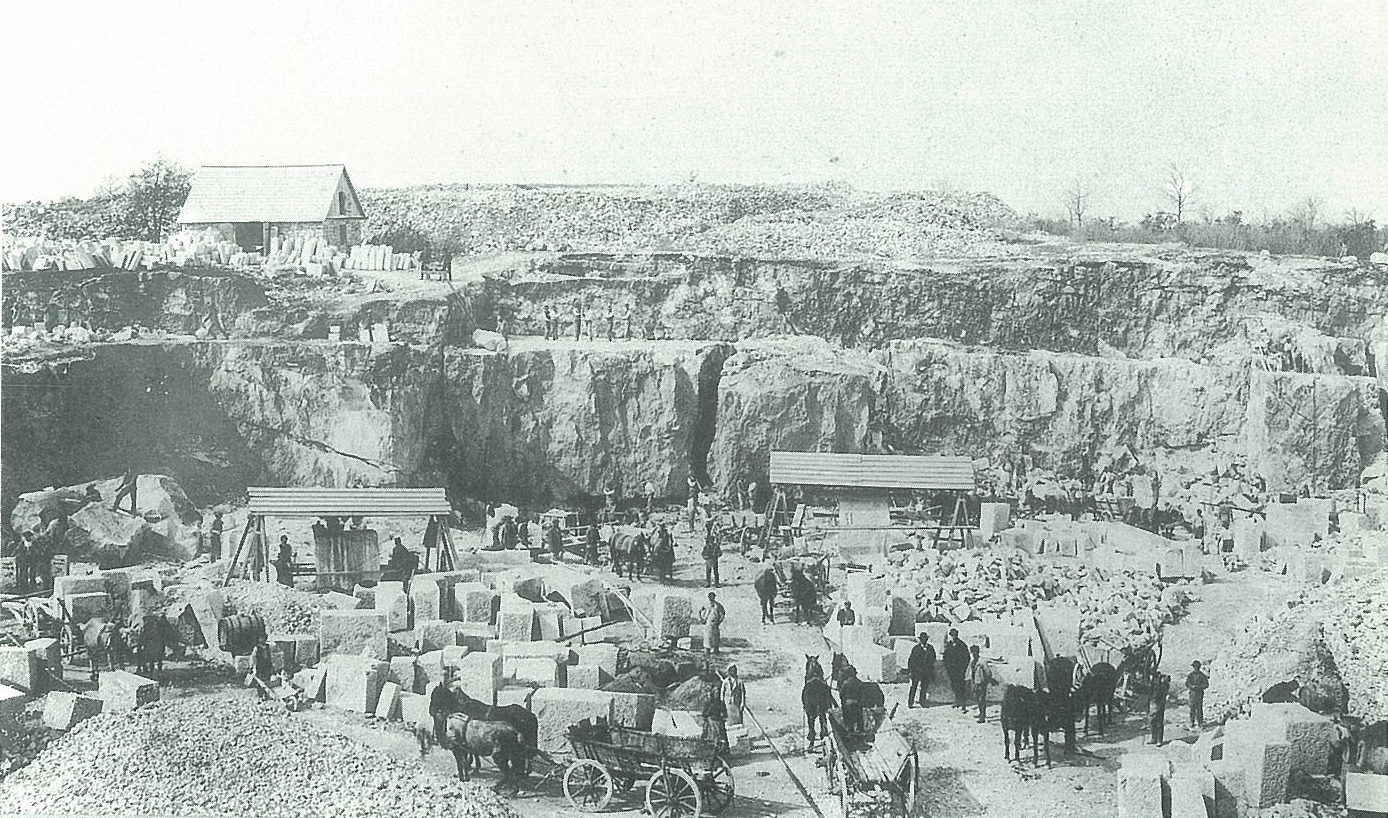
Mannersdorfer Steinbrüche um 1870
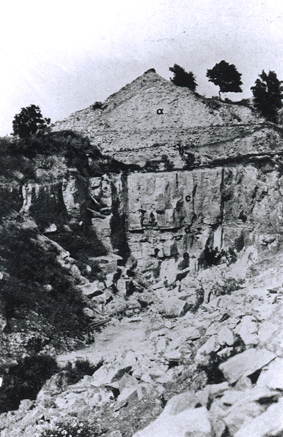
Kaisersteinbruch Hausbruch, Nordwand
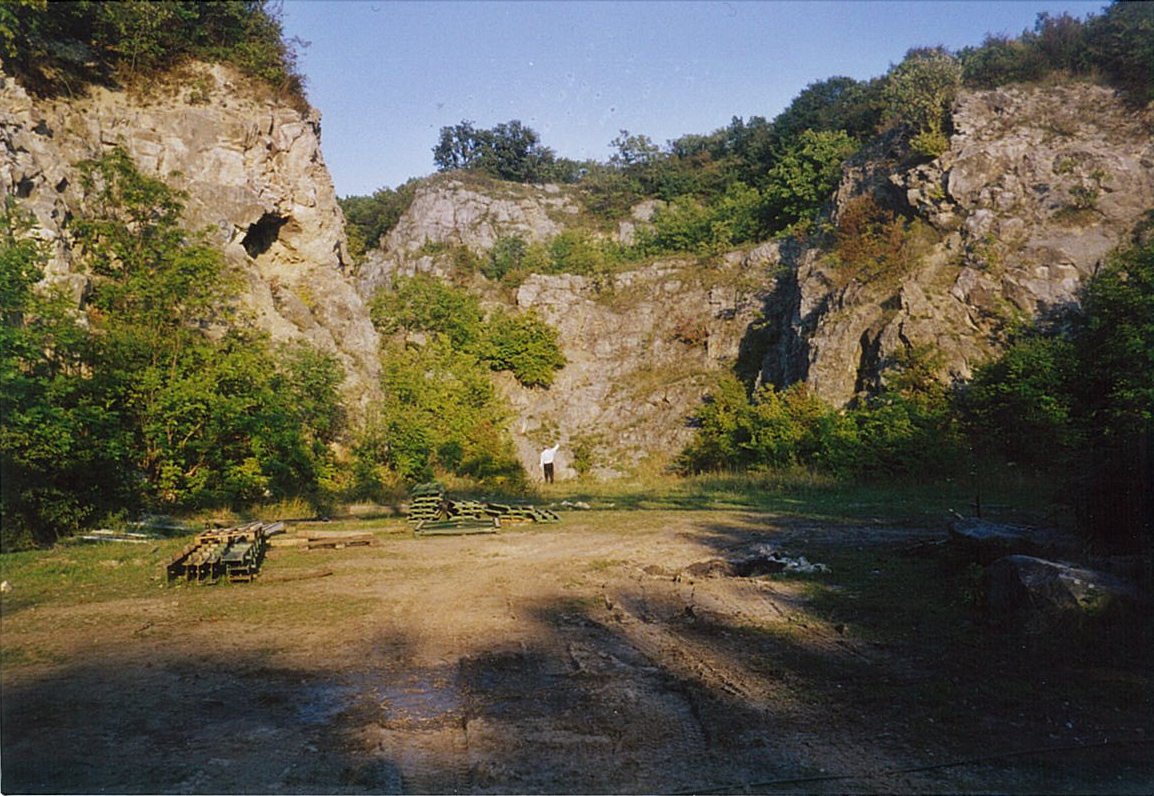
Kaisersteinbruch, Eingang in die Kulturlandschaft Blauer Bruch
Loretto Steinbruch, um 1870